# فرانسیسکو واسکس د کورونادو

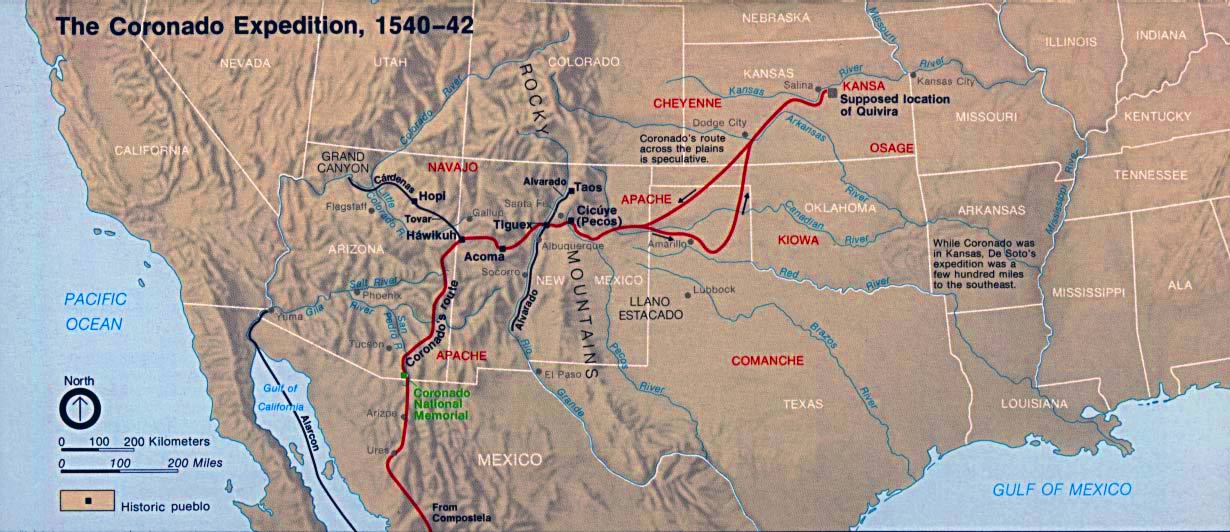
نقشهٔ سفر اکتشافی د کورونادو و گروهش میان سال‌های ۱۵۴۰-۴۲

فرانسیسکو واسکس (وازکس) د کورونادو ای لوخان(به اسپانیایی: Francisco Vázquez de Coronado y Luján)(زادهٔ ۱۵۱۰- مرگ ۲۲ سپتامبر ۱۵۵۴ میلادی) سرپرست گروهی اسپانیایی بود که در ۱۵۴۰ میلادی به جستجوی هفت شهر افسانه‌ای در قاره آمریکا گشتند. کوشش او و گروهش برای یافتن گنج به جایی نینجامید، ولی مکزیک را دیدند و سر از گران کانیون و کانزاس درآورد. 
سفر آنها به سرزمین‌های سرخ‌پوستان برای این مردمان اسپ را که در ینگه دنیا پیش از آن دیده‌نمی‌شد را به ارمغان آورد. درآینده سرخ‌پوستان با پرورش فرزندان این اسب‌ها به استادان پرورش و نگهداری اسب‌ها بدل شدند. 